# Barbosella cogniauxiana
Barbosella cogniauxiana är en orkidéart som först beskrevs av Carlos Luis Spegazzini och Friedrich Fritz Wilhelm Ludwig Kraenzlin, och fick sitt nu gällande namn av Rudolf Schlechter. Barbosella cogniauxiana ingår i släktet Barbosella och familjen orkidéer. Inga underarter finns listade i Catalogue of Life.

## Bildgalleri

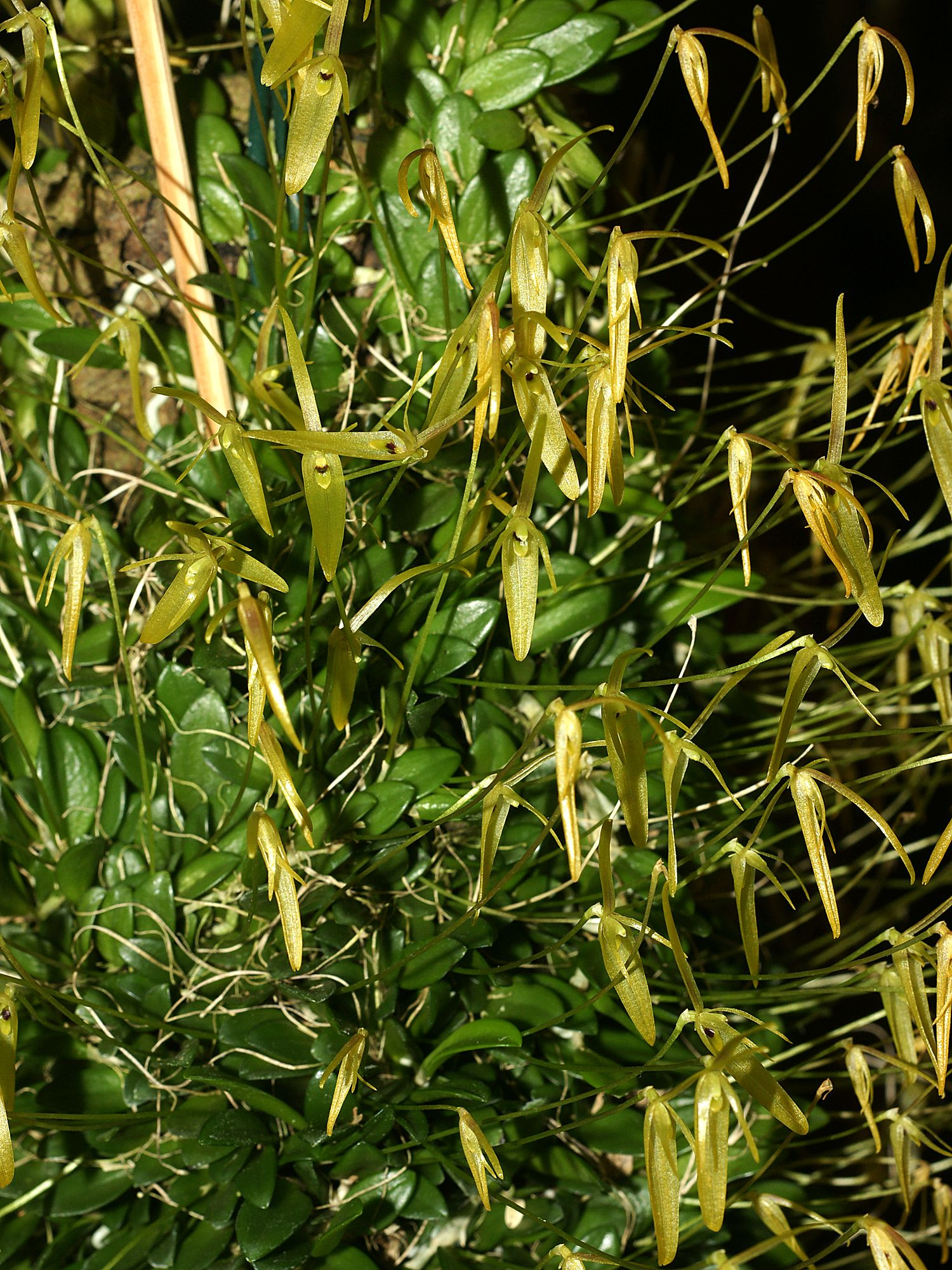
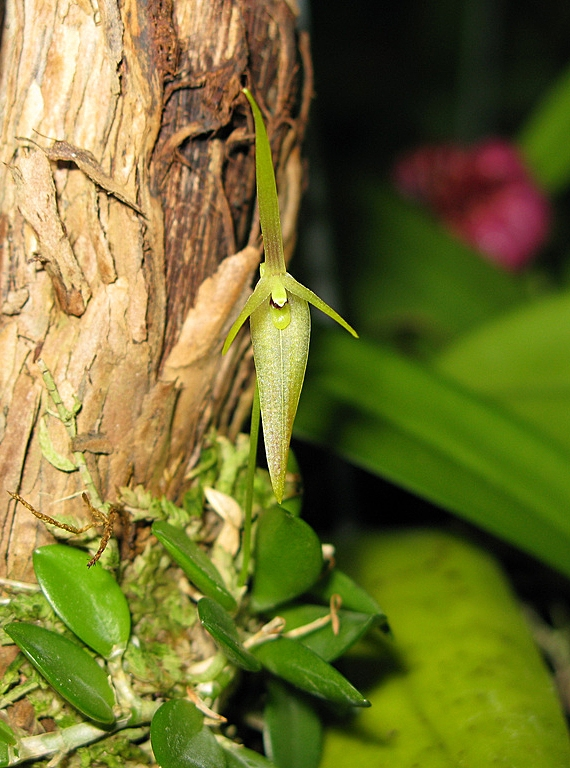